# Delirious?
Delirious? is een voormalige christelijke rockband uit Littlehampton, West Sussex, Engeland. De bandleden waren Martin Smith, Stewart Smith, Jon Thatcher, Tim Jupp, en Stuart Garrard (beter bekend als 'Stu G'). Eind april 2008 is drummer Stewart Smith vervangen door Paul Evans, tot de band in november 2009 stopte.

## Geschiedenis
Voordat Delirious? beroepsmatig de muziekindustrie inging, waren ze lokaal al een aantal jaar bekend als 'The Cutting Edge Band'. Onder die naam hebben ze vier mini-albums op Compact cassette uitgebracht (Cutting Edge 1, Cutting Edge 2, Cutting Edge 3 en Cutting Edge Fore (4) deze zijn later per twee op cd uitgebracht, waarvan ook weer een dubbel-cd is). Daarna besloten ze 'Deliriou5?' te gaan heten, wat later veranderde in het huidige 'Delirious?'.
Inmiddels zijn ze een van de bekendste christelijke rockbands en hebben ze mede naam gemaakt in de Verenigde Staten. Delirious? heeft al meerdere malen in Nederland opgetreden, waaronder op Winter Wonder Rock, Soul Survivor, de EO-Jongerendag, het Flevo Festival (1998) en in Sion Den Haag (2008). Tevens heeft Delirious? nog een groot concert gegeven samen met de band van de Australische kerk Hillsong, onder de naam (UP) Unified: Praise.
Op 10 november 2006 kwam Delirious? naar Nederland, als onderdeel van de 'Mission Bell' World Tour. In de Veluwehal in Barneveld werd een eenmalig presentatieconcert gegeven van de cd-dvd 'Now Is The Time, Live At Willow Creek, Chicago, U.S.A.' Op 14 juni 2008 trad Delirious? wederom op tijdens de EO-Jongerendag. Op 3 december 2008 trad Delirious? op in de Sionkerk in Den Haag. De verwachting was dat dit het laatste concert van Delirious? in de Benelux was, maar er is toch nog een afscheidsconcert gepland. Dit concert wordt wederom door de Sionkerk georganiseerd, in de Dr. Anton Philipszaal.
De band maakte in juli 2008 op hun website bekend eind 2009 te gaan stoppen. De reden hiervoor is, zoals op de site stond, dat de leadzanger Martin Smith meer tijd wil gaan steken in zijn werk bij 'CompassionArt' en omdat hij vaker thuis bij zijn gezin wil zijn. De single History Maker in 2010 is dan ook het laatste uitgebrachte werk.
Die keuze werd door de overige bandleden aanvaard en daarom is besloten dat hierbij dit hoofdstuk in hun leven is afgesloten. Ook maakten ze op hun site bekend dat het een pijnlijke beslissing was geweest en dat ze nog steeds vrienden zijn. De band zal na hun veertien uitgebrachte albums geen nieuwe meer maken.

## Albums
- 2009 - History Makers (greatest hits) 2 cd's + dvd + boek
- 2009 - My Soul Sings (live cd + dvd)
- 2008 - Kingdom of Comfort
- 2006 - Now Is The Time (live cd + dvd)
- 2005 - The Mission Bell
- 2003 - World Service
- 2002 - Libertad
- 2002 - Access:d
- 2002 - Touch
- 2001 - Audio Lessonover?
- 2001 - Deeper
- 2000 - Glo
- 1999 - Mezzamorphis
- 1997 - Tour 1997 Live at Southampton
- 1997 - King of Fools
- 1996 - Live & In The Can
- 1995 - Cutting Edge 3 and Fore (cd)
- 1994 - Cutting Edge 1 and 2 (cd)
- 1993 - Cutting Edge Fore (cassette)
- 1993 - Cutting Edge 3 (cassette)
- 1992 - Cutting Edge 2 (cassette)
- 1993 - Cutting Edge 1 (cassette)

## Singles

### Groot-Brittannië
- 2010 - History Maker
- 2005 - Paint The Town Red
- 2005 - Now Is The Time
- 2003 - Rain Down (mp3-single)
- 2003 - Majesty (mp3-single)
- 2001 - I Could Sing Of Your Love forever
- 2001 - Take Me Away (mp3-single)
- 2001 - Waiting For The Summer
- 2000 - It's OK
- 1999 - See The Star
- 1997 - DeEPer EP
- 1997 - Promise
- 1997 - Deeper
- 1997 - White Ribbon Day

### Duitsland
- 2004 - Every Little Thing
- 2004 - Inside Outside - 2nd Edition
- 2004 - Inside Outside